# Stanisław Kłobukowski
Stanisław Kłobukowski (ur. 1854 w Powierciu koło Koła w Wielkopolsce, zm. 1917 w Palmas w Brazylii) – polski ekonomista, podróżnik i działacz społeczny. 

## Życiorys
W okresie zamieszkiwania we Lwowie prezes tamtejszego Związku Naukowo-Literackiego. Organizator opieki nad polską emigracją zarobkową w Ameryce Południowej. Opowiadał się za repolonizacją Warmii i Mazur. Od 1908 mieszkał w Brazylii. Był założycielem towarzystwa Oświata i organizatorem szkolnictwa polskiego.
Należał do tajnej Ligi Narodowej. Jego teksty znalazły się w Feliksa Bernarda Zdanowskiego Kalendarzu Polskim na rok zwyczajny 1898.